# Santa Maria de Thermis
Santa Maria de Thermis, även benämnd Santa Maria de Cella, var en kyrkobyggnad i Rom, helgad åt Jungfru Maria. Kyrkan var belägen där nu San Luigi dei Francesi står i Rione Sant'Eustachio. Kyrkan var initialt inrymd i ruinerna av Neros termer, därav tillnamnet (cognome) ”de Thermis”. Tillnamnet ”Cella”, däremot, syftar på kyrkans intilliggande kloster.

## Kyrkans historia
Kyrkan nämns för första gången i ett dokument från år 998. Marken, där en gång Neros termer stod, hade förvärvats av benediktinerklostret i Farfa. År 1478 avyttrade klostret Farfa Santa Maria de Thermis samt tre andra kyrkor – San Salvatore in Thermis, San Benedetto de Thermis och San Biagio a Piazza Lombarda – åt den franska nationen. Försäljningen godkändes av påve Sixtus IV (1471–1484) i en bulla, promulgerad den 2 april 1478. Kyrkan Santa Maria de Thermis nedrevs omkring år 1585 för att ge plats åt den nya San Luigi dei Francesi.
Ett av kyrkans sidokapell var invigt åt Jungfru Marie födelse.

## Omnämningar i kyrkoförteckningar
| Katalog                                                        | År         | Benämning                                           |
| -------------------------------------------------------------- | ---------- | --------------------------------------------------- |
| Catalogo di Cencio Camerario                                   | 1192       | Celle de Frassa                                     |
| Il Catalogo Parigino                                           | cirka 1230 | s. Maria de Therimis                                |
| Il Catalogo di Torino                                          | cirka 1320 | Monasterium sancte Marie de Cella                   |
| Il Catalogo del Signorili                                      | cirka 1425 | sce. Marie in Thermias vecell                       |
| Il Liber Anniversariorum Sancti Salvatoris ad Sancta Sanctorum | 1461       | Ecclesia S. Marie de Cellis                         |
| Il Catalogo del 1555                                           | 1555       | S. Mariae de celis iuxta Sanctum Ludovicum Gallorum |
| Tassa di Pio IV                                                | 1559       | S. Maria della Cella in S. Loisio                   |